# 1528
1528 (MDXXVIII) je bilo prestopno leto, ki se je po julijanskem koledarju začelo na sredo.

## Rojstva
- 29. februar - Domingo Bañez, španski dominikanski teolog, aristotelijanec († 1604)

## Smrti
- 6. april - Albrecht Dürer, nemški slikar (* 1471)